# أحمد فارس الشدياق
أحمد فارس الشدياق (1804؟ - 1887)، هو أحمد فارس بن يوسف بن يعقوب بن منصوربن جعفر شقيق بطرس الملقب بالشدياق بن المقدم رعد بن المقدم خاطر الحصروني الماروني من أوائل الأفذاذ الذين اضطلعوا برسالة التثقيف والتوجيه والتنوير والإصلاح في القرن التاسع عشر غير أن معظم الدراسات التي تناولته عنيت بالجانب اللغوي والأدبي وأهملت الجانب الإصلاحي، ولم ينل ما ناله معاصروه من الاهتمام من أمثال ناصيف اليازجي (1800-1871) ورفاعة الطهطاوي (1801-1873) وعبد القادر الجزائري (1807-1883). بالرغم من كونه واحدا من أبرز المساهمين في مسار الأدب العربي ومن أسبقهم.
ماروني بالولادة، وتحول أكثر من مرة في أكثر من طائفة في المسيحية إلى أن استقر على الإسلام. عاش في إنجلترا ومالطا ورحل أيضا إلى فرنسا.
يعد أحمد فارس الشدياق أحد أهم الإصلاحيين العرب في عهد محمد علي وله منهجه الإصلاحي الخفي الذي يبدو فيه أنه فضل التورية والترميز على التصريح والإشهار وذلك لما كان يحويه منهجه من انتقادات لاذعة للقيادات الرجعية، ولخوفه من أن يدان من قبلها أو تحرق أعماله، ويظهر هذا في كتابه (الساق على الساق في ما هو الفارياق) الذي يعد بمثابة الرواية العربية الأولى على الإطلاق.
صحافي لبناني كان يصدر صحيفة الجوائب (1881 - 1884م) في إسطنبول. من ألمع الرحالة العرب الذين سافروا إلى أوروبا خلال القرن التاسع عشر. كان الكاتب والصحافي واللغوي والمترجم الذي أصدر أول صحيفة عربية مستقلة بعنوان الجوائب مثقفاً لامعاً وعقلاً صدامياً مناوشاً أيضاً.

## اعتناق المذهب البروتستانتي
كان لفارس أخ يكبره بسبع سنين اسمه أسعد، وكان أسعد يحب العلم، وكان يتقن خمس لغات ولأنه كان من عائلة مارونية عريقة، فكان أيضا يعتنق المذهب الماروني، ولكنه مال إلى الطائفة الإنجيلية، وبعد أن درس أسعد تلك الدعوة ومحصها اقتنع بها، وصار يلازم المبشر الأميركي إسحاق بيرد. فغضبت والدة أسعد وإخوته غضباً شديداً، كما غضب عليه البطرك، ومنعه من مخالطة المبشرين وهدده بالعقاب. لقد أعطى أسعد لأخيه فارس مجموعة من المطبوعات الدينية البروتستانتية ليقرأها. فراقت في عينيه وتفكيره، وأخذ يقنع والدته وأخوته بترك أخيه وشأنه. وفي أحد الأيام دخل على فارس أخوه منصور، فرآه يقرأ في تلك المطبوعات، فاستل سيفاً وأخذ يضرب أخاه بقفا السيف. ثم تبعه أخوه غالب، وصار يضرب فارساً بعصاه، ويأمره بترك الهرطقة والعودة للصلاة في الكنيسة. كان أسعد شدياق في ذلك الوقت سجيناً في دير قنوبين، فكتب رسالة إلى المبشر إسحاق بيرد، وأرسلها إليه بواسطة أخيه فارس، وكانت الرسالة مؤرخة في 4/4/1826م، وقال له فيها: 
«إذا أمكنك أن تجد مركباً متوجهاً إلى مالطا، في برهة أربعة أو خمسة أيام، فأخبرني، وإلا فصلّي لأجل أخيك».

## سفر الشدياق إلى مصر ومنها إلى مالطا
لما وجد المبشر إسحاق بيرد أن من المتعذر عليه إنقاذ أسعد شدياق من سجنه، وترحيله بالتالي إلى خارج لبنان، فضل السعي لإنقاذ أخيه فارس الذي اعتنق البروتستانتية، وأصبح مرشحاً ليكون مبشراً لهذا المذهب، وبالتالي مهدداً بالسجن والعقاب كأخيه. وفي اليوم الثاني من شهر كانون الثاني 1826م غادر فارس شدياق مدينة بيروت على ظهر سفينة أقلته إلى الإسكندرية. وكان يحمل كتاباً من المبشر إسحاق بيرد إلى مبشر آخر موجود في مصر، ويطلب فيه مساعدة فارس على السفر إلى مالطة. ولما وصلت السفينة إلى الإسكندرية استقبله القسيس المقيم فيها وأنزله في مسكن يقع بجواره، ولبث عنده ينتظر وصول السفينة التي ستقله إلى مالطا. ولما تعرف القسيس على فارس شدياق وتحدث معه خلال ذلك، أعجب بذكائه وسعة اطلاعه، ورغب في استبقائه في مصر، إلا أن إسحاق بيرد رفض ذلك، رغبة منه في إبعاد فارس عن جو مصر، الذي يمكن أن يغريه بترك الزهد والتبشير- وبهدف تعليم فارس اللغة العربية للأجانب وتصحيح الترجمات الدينية للمبشرين. ولما وصل فارس شدياق إلى مالطا طلب منه القسيس أن يغير لباسه الشرقي، من عمة وجلباب، وأن يرتدي سروالاً ضيقاً وقبعة، لكي يكون شبيهاً بالمبشرين الأميركان، كما طلب منه أن يتعلم اللغة الإنكليزية للتعاون مع المبشرين. ولكن الجو الرطب الذي يسود جزيرة مالطا أصاب الشدياق بداء المفاصل وجعله طريح الفراش، فأشار الطبيب على القسيس أن يعيده إلى مصر. وبلغت مدة إقامته في مالطة سنة أو أكثر قليلاً. ويقال إنه عمل في الطبعة الأميركية الموجودة في تلك الجزيرة، ولكن المطبوعات التي صدرت منها كانت ركيكة العبارة، وهي غالباً بقلم المرسلين الأميركيين الذين كانوا فيها.

## عودته لمصر وعمله وزواجه فيها
عاد فارس شدياق إلى مصر 1828، كما عاد إلى زيه الشرقي، ومكث مدة يعمل مع المبشرين الأميركان. فنصحه أحد معارفه أن يتصل برجل وجيه ليؤمن لـه وظيفة في الدولة. وبهذه الصورة انتقل للعمل في جريدة الوقائع المصرية التي أنشأها الوالي محمد علي باشا. وكانت تلـك الجريـدة تنشر أخبار هذا الوالي، وفيها كثير من التمجيد لشخصه وأعماله. وصدر العدد الأول منها بتـاريخ 1828/2/3 أربع صفحات وباللغة التركية، كما كانت تصدر بصورة غير منتظمة. كانت المدرسة التي سكن فيها الشدياق بالقاهرة مجاورة لمنزل تاجر سوري من بيت الصولي. وكان لهذا التاجر بنت مغرمة باللهو والطرب. وكان فارس شدياق منذ صباه يجيد الغناء والعـزف على الطنبور. فكانت تصعد إلى سطح المنزل وتنصت لغنائه وعزفه. ولما لاحظ أن صعودها كان من أجله مال إليها، وعمل على اللقاء بها عدة مرات. واتفقا بعد ذلك على الزواج. إلا أن أهل الفتاة رفضوا طلبه حينما تقدم لخطبتها، لأنه كان بروتستانتي المذهب، وهم من الكاثوليك، ولمـا أصـر العاشقان على الزواج وافق الأهل، ولكن بشرط أن يعتنق فارس الكاثوليكية ولو ليوم واحد
كانت لهذا الرجل الذي عاصر فيكتور هوجو وجوستاف فلوبير وإدجار ألن بو وتشارلز ديكنز اتصالات بمستشرقين ومثقفين عرب. وهو متمكن بارع في اللغة العربية، متمرس بفن البلاغة وبدقائق القاموس اللغوي، فقد كان في الوقت ذاته أحد أهم مجدديها.

## صاحب الرواية العربية الأولى
في بحث فريد للكاتبة العربية «رضوى عاشور» قدمت أطروحتها في القضية الجدلية المتعلقة بالسؤال الشهير، ما هي الرواية العربية الأولى في الأدب العربي؟ وفي أطروحتها تلك، ساقت «رضوى عاشور» الكثير من الأدلة التي ترجح كفة رواية الشدياق «الساق على الساق» بأنها الرواية العربية الأولى على الإطلاق. يطرح كتاب رضوى كذلك تساؤلا هو: 
«لماذا أُسقط إنجاز الشدياق وقد أنتج النص الأدبي الأغنى والأقوى في الأدب العربي في القرن التاسع عشر؟» ثم تجتهد في الإجابة عبر قراءة نقدية مستفيضة تستكشف النص وعلاقته بزمانه. وتكشف الأبعاد الاستعمارية في تقييم وتصنيف الأدب العربي. وعمّا وصلنا من مناهج دراسية تسلط الضوء على إنجازات ما، لا يشترط بالضرورة أن تكون هي الأكبر. في حين يغفل ذلك التاريخ الانحيازي الكثير من الإنجازات الأكثر أهمية على المستوى الأدبي العربي.

## أعماله
ساهم «الشدياق» مساهمة فعّالة في تطوير لغة صحفية حديثة منقّاة من البلاغة الزائدة. وصقل العديد من المصطلحات الحديثة مثل عبارة الاشتراكية التي أضافها إلى اللغة العربية. من مؤلفاته:
- الواسطة في أحوال مالطة، حيث سافر عام 1834 م إلى جزيرة مالطا وأقام بها أربعة عشر عاماً يدرس في مدارس المراسلين الأمريكيين
- كشف المخبأ في أحوال أوروبا، حيث أقام بلندن وباريس فترات متفاوتة، طبع في تونس والآستانة.
- الجاسوس على القاموس، انتقد فيه معجم القاموس المحيط لصاحبه الفيروز آبادي.
- الساق على الساق في ما هو الفارياق، دعا فيه إلى تحرير المرأة قبل قاسم أمين بسنوات طوال، وربما يعد هذا الكتاب هو الرواية العربية الأولى على الإطلاق بخلاف ما هو سائد عن أن الرواية العربية الأولى هي رواية «زينب» لمحمد حسين هيكل.
- كنز الرغائب في منتخبات الجوائب، مقالاته المنشورة في جريدة الجوائب
- اللفيف في كل معنى طريف، كتاب لتعليم القراءة والنحو العربي،
- سر الليال في القلب والإبدال، صدر عام 1868
- غنية الطالب، كتاب في النحو
- الباكورة الشهية في نحو اللغة الإنكليزية، مالطا، 1838
- سند الراوي في النحو الفرنساوي، باريس 1854
- كما ترجم التوراة إلى العربية،
- شرح طبائع الحيوان طبع في مالطا سنة 1841 (هو كتاب ترجمه الشيخ أحمد فارس من الإنكليزية في شبابه ووضع فيه أسماء لبعض الحيوانات لا تزال شائعة إلى يومنا (الكلام للفريق أمين المعلوف))
- كتاب "A practical grammar of the Arabic language : with interlineal reading lessons, dialogues and vocabulary"، سنة 1856

## كتب ودراسات عنه
- أحمد فارس الشدياق وآراؤه اللغوية والأدبية، محمد أحمد خلف، القاهرة، 1955
- أحمد فارس الشدياق، محمد عبد الغني حسن، القاهرة، 1966 م
- أحمد فارس الشدياق: آثاره وعصره، عماد الصلح، ط2، بيروت، 1987
- الكتاب في العالم الإسلامي، تحرير جورج عطية، ترجمة عبد الستار الحلوجي، سلسلة عالم المعرفة، الكويت، أكتوبر 2003
- أحمد فارس الشدياق (قراءة في صفائح المقاومة) للدكتور عصمت نصار 2005
- الحداثة الممكنة: الشدياق والساق على الساق .. الرواية الأولى في الأدب العربي الحديث. رضوى عاشور، دار الشروق، 2009

## وفاته
في صيف العام 1887 توفي الشدياق وهو في مصبغة بقاضي كوي باستانبول. فصدرت الإرادة السنية بدفنه في تربة السلطان محمود، إلا أن ولده سليماً، الذي كان مع والده في إستانبول، الـتمس من السلطان أن يكون دفن جثمان والده في جبل لبنان، عملاً بوصية والده، فأذن له القيام بذلك. لقد نقل جثمان الشدياق على باخرة نمساوية حملته إلى لبنان. ولما وصل النعش إلى بيروت سار خلفه حملة الرايات، ومشايخ الطرق أمامه. وهم يهللون ويكبرون. وسار وراءه المفتـي والعلمـاء ورجال الشرطة وابنه سليم. ولما وصلوا إلى الجامع الكبير وتمت الصلاة عليه، قام بعض أصدقائه بإلقاء الخطب والقصائد في رثائه. ثم وضع النعش بعد ذلك على عجلة الأموات ليصار إلى دفنه في قرية الحدث.

## وصلات خارجية
- أحمد فارس الشدياق على موقع الموسوعة البريطانية (الإنجليزية)

- سيرة أحمد فارس الشدياق